# Isoetes subinermis
Isoetes subinermis là một loài dương xỉ trong họ Isoetaceae. Loài này được Cesca mô tả khoa học đầu tiên.
Danh pháp khoa học của loài này chưa được làm sáng tỏ. 